# Aby Rosen

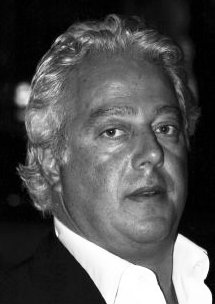
Aby J. Rosen (2007)

Aby Jacob Rosen (* 16. Mai 1960 in Frankfurt am Main) ist ein deutsch-amerikanischer Unternehmer, Investor und Kunstsammler, welcher primär im Immobilienbereich in New York City aktiv ist. Die von ihm mitbegründete RFR Holding hält ein Portfolio im Wert von über 15,5 Milliarden USD, namhafte Gebäude umfassen u. a. das Seagram Building sowie zahlreiche Hotels. Seine Kunstsammlung umfasst über 100 Werke von Andy Warhol sowie Jean-Michel Basquiat, Alexander Calder, Damien Hirst, Richard Prince und Jeff Koons.

## Herkunft und Ausbildung
Rosen wurde am 16. Mai 1960 als Sohn jüdischer Eltern in Frankfurt am Main geboren. Seine Eltern waren Holocaust-Überlebende. Sein Vater, Yitzhak Rosen, war nach dem Zweiten Weltkrieg als Immobilienentwickler in Frankfurt tätig. Nach der obligatorischen Schulzeit absolvierte Rosen ein Studium der Betriebswirtschaft an der Goethe-Universität. Seine Eltern zogen bereits 1990 nach Israel.

## Unternehmerischer Werdegang

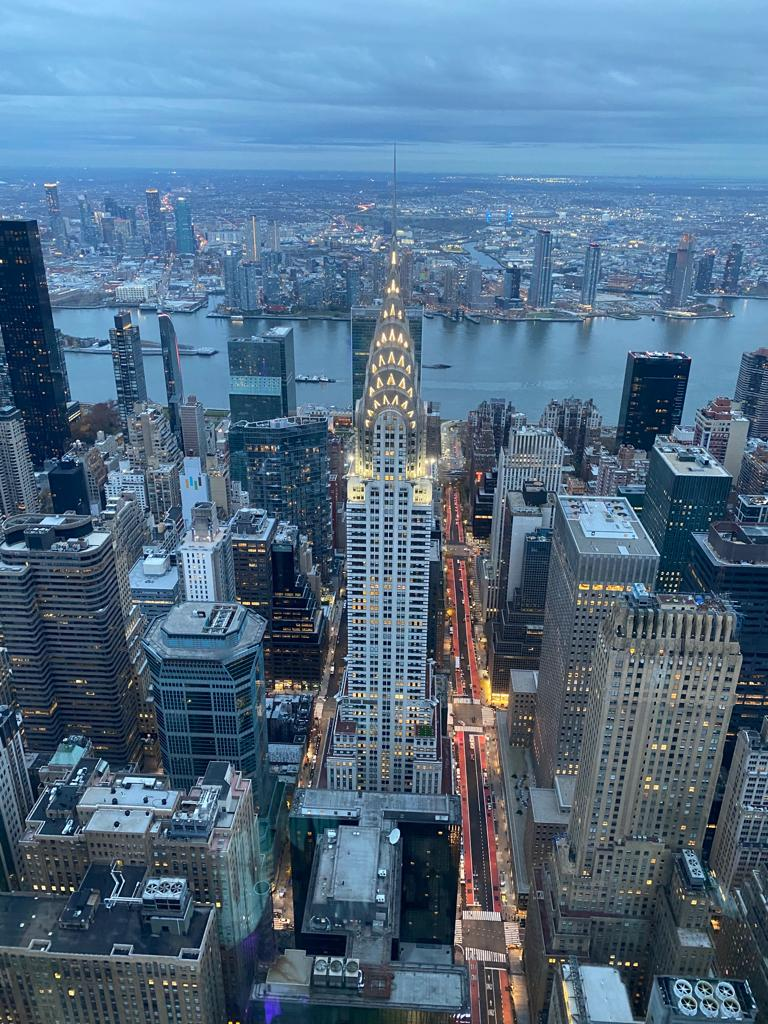
Chrysler Building in Manhattan, seit 2019 Miteigentümer Aby Rosen

1987 ließ sich Rosen in New York City nieder, wo er sich zuerst als Broker für Anlageimmobilien für deutsche Investoren betätigte. 1991 gründete er mit dem ebenfalls deutschstämmigen Michael Fuchs (* 1960) die RFR Holding LLC mit welcher er primär kommerziell genutzte Hochhäuser in Wohnimmobilien umwandelte. Das Startkapital stammte aus den elterlichen Immobilien in Deutschland. In den ersten 15 Jahren erwarben Rosen und Fuchs zahlreiche Immobilien, u. a. das Seagram Building für 375 Millionen USD vom TIAA sowie das Lever House.
2007 gründeten die Partner eine deutsche Niederlassung, die RFR Management GmbH in Frankfurt am Main, wo sie u. a. das Gebäude der Europäischen Zentralbank erworben haben.
Im März 2019 erwarb Rosen über seine RFR Holding mit der österreichischen – zwischenzeitlich Insolvenz angemeldeten – Signa Holding des Rene Benkos zu gleichen Teilen für 151 Millionen US-Dollar das New Yorker Chrysler Building, obwohl bekannt war, dass die Bodenpacht – d. h. Kosten für die Immobilienbesitzer – sich in den kommenden zehn Jahren annähernd verzehnfachen wird. Anfang März 2025 wurde bekannt, dass der Masseverwalter der Signa Holding, Christof Stapf, die Signa-Anteile des Chrysler Building an Aby Rosen und Michael Fuchs verkauft hat. Unter Berücksichtigung aller Forderungen und Verpfändungen floss der Signa Holding ein Gesamtkaufpreis von fünf Mio. Euro zu und die Käufer zogen Konkursforderungen in Höhe von rund 50 Mio. Euro zurück.

## Privates
Rosen ist in zweiter Ehe verheiratet und hat vier Kinder.
Er lebt in Manhattan, Old Westbury (New York) sowie auf Saint Barthélemy.